# Myriactis andina
Myriactis andina là một loài thực vật có hoa trong họ Cúc. Loài này được (V.M.Badillo) M.C.Velez mô tả khoa học đầu tiên năm 1981.